# 斑鸻属
斑鸻属，也称金鸻属，是鴴形目鸻科下的一个属。該屬鳥類主要環繞大西洋分佈，現下屬四個物種。

## 命名歷史
本屬由法國動物學家馬蒂蘭·雅克·布里松首次於1760年建立。該屬模式種根據重名關係指定為瑞典博物學家卡尔·林奈於1758年描述的，該名稱現為欧金鸻之異名。其屬名是拉丁語的同名單詞，意為「與雨有關的」，據信這些鳥類在雨來臨之前會聚集、鳴叫，林奈於1728—1729年間曾描述牠們是（召雨者）。

## 下属物种
本属包括以下物种：
- 欧金鸻 Pluvialis apricaria (Linnaeus, 1758)
- 金斑鸻 Pluvialis fulva (Linnaeus, 1758)
- 美洲金鸻 Pluvialis dominica (Gmelin, JF, 1789)
- 灰斑鸻 Pluvialis squatarola (Müller, PLS, 1776)